# Lockerud

Lockerud är ett bostadsområde i västra delen av Mariestad, och det sedan områdets uppförande kring 1970 det socialt mest belastade området i staden. 
Bostäderna består huvudsakligen av större hyreshus. Området Lockerud har fått sitt namn från gården Lockerud som låg i närheten. I slutet av 1980-talet och början av 1990-talet nådde den lokala innebandyklubben IBK Lockerud framgångar, då både herrlag och damlag blev svenska mästare flera gånger.